# Wyssoke (Nischyn)
Wyssoke (ukrainisch Високе; russisch Высокое Wyssokoje) ist ein Dorf im Osten der ukrainischen Oblast Tschernihiw mit etwa 985 Einwohnern.
Das Dorf wurde zum ersten Mal schriftlich in der zweiten Hälfte des 16. Jahrhunderts erwähnt und liegt nördlich des Flusses Dotsch (Доч), 27 Kilometer nordöstlich der Rajonshauptstadt Nischyn und 65 Kilometer südöstlich der Oblasthauptstadt Tschernihiw, das ehemalige Rajonszentrum Borsna befindet sich 13 Kilometer östlich.

## Verwaltungsgliederung
Am 11. September 2017 wurde das Dorf zum Zentrum der neugegründeten Landgemeinde Wyssoke (Височанська сільська громада/Wyssotschanska silska hromada). Zu dieser zählten auch die 13 in der untenstehenden Tabelle aufgelisteten Dörfer sowie die Ansiedlung Klypyn, bis dahin bildete es zusammen mit den Dörfern Halajbyne, Kuptschenkiw und Malytschyna Hreblja die gleichnamige Landratsgemeinde Wyssoke (Височанська сільська рада/Wyssotschanska silska rada) im Nordosten des Rajons Borsna.
Am 17. Juli 2020 kam es im Zuge einer großen Rajonsreform zum Anschluss des Rajonsgebietes an den Rajon Nischyn.
Folgende Orte sind neben dem Hauptort Wyssoke Teil der Gemeinde:
| Name                     | Name            | Name                                  |
| ukrainisch transkribiert | ukrainisch      | russisch                              |
| ------------------------ | --------------- | ------------------------------------- |
| Dobropillja              | Добропілля      | Доброполье (Dobropolje)               |
| Halajbyne                | Галайбине       | Галайбино (Galaibino)                 |
| Holowenky                | Головеньки      | Головеньки (Golowenki)                |
| Kerbutiwka               | Кербутівка      | Кербутовка (Kerbutowka)               |
| Klypyn                   | Клипин          | Клыпин (Klypin)                       |
| Kuptschenkiw             | Купченків       | Купченоков (Kuptschenokow)            |
| Mala Dotsch              | Мала Доч        | Малая Дочь (Malaja Dotsch)            |
| Malytschyna Hreblja      | Маличина Гребля | Маличина Гребля (Malitschina Greblja) |
| Nowi Mlyny               | Нові Млини      | Новые Млины (Nowyje Mliny)            |
| Nosseliwka               | Носелівка       | Носеловка (Nosselowka)                |
| Parystiwka               | Паристівка      | Паристовка (Paristowka)               |
| Trostjanka               | Тростянка       | Тростянка                             |
| Tscherwona Hirka         | Червона Гірка   | Червоная Горка (Tscherwonaja Gorka)   |
| Welyka Dotsch            | Велика Доч      | Великая Дочь (Welikaja Dotsch)        |